# Leshibitse
Leshibitse (Matolwane) – wieś w Botswanie w dystrykcie Kgatleng. Według spisu ludności z 2011 roku wieś liczyła 545 mieszkańców.